# Weobley Castle (Glamorgan)
Weobley Castle (udtalt "weblee "; walisisk: Castell Weble) er ruinen af en fæstning og forskanset herregårdsbygning fra 1300-tallet, der ligger på Gowerhalvøen, Wales. Fæstningen ligger med udsigt til landsbyen Llanrhidian og forlandet omkring den samt floden Loughors udløb.
Den varetages af Cadw. 